# Cuiserey
Cuiserey ist eine französische Gemeinde mit 174 Einwohnern (Stand 1. Januar 2022) im Département Côte-d’Or in der Region Bourgogne-Franche-Comté. Sie gehört zum Arrondissement Dijon und zum Kanton Saint-Apollinaire.

## Geographie
Der Fluss Bèze fließt 500 Meter östlich der Gemeinde. Umgeben wird Cuiserey von den Gemeinden Bézouotte im Norden, von Charmes im Osten, von Trochères im Süden und von Magny-Saint-Médard, Savolles und Belleneuve im Westen.

## Bevölkerungsentwicklung
| Jahr                       | 1962 | 1968 | 1975 | 1982 | 1990 | 1999 | 2008 | 2013 | 2019 |
| Einwohner                  | 64   | 72   | 73   | 92   | 91   | 85   | 150  | 163  | 185  |
| Quellen: Cassini und INSEE |      |      |      |      |      |      |      |      |      |